# Joseph Signay
 (octobre 2021).
Si vous disposez d'ouvrages ou d'articles de référence ou si vous connaissez des sites web de qualité traitant du thème abordé ici, merci de compléter l'article en donnant les références utiles à sa vérifiabilité et en les liant à la section « Notes et références ».
Joseph Signay, né le 8 novembre 1778 et décédé le 3 octobre 1850 à Québec, est un ecclésiastique canadien. Il est archevêque de Québec de 1833 à 1850.

## Biographie
Né à Québec le 8 novembre 1778, Joseph Signay est ordonné prêtre à Longueuil le 28 mars 1802. 
Il est élu coadjuteur de Bernard-Claude Panet le 11 décembre 1825. Il est nommé évêque de Fussala en Numidie, et coadjuteur de Québec, par le pape Léon XII, le 15 décembre 1826, et consacré, sous ce titre par Panet, le 20 mai 1827. 
Nommé administrateur du diocèse le 16 octobre 1832, il devient archevêque de Québec à la mort de Panet. Il prend possession de son siège le 16 février 1833. 
Sur la demande des évêques du Canada le pape donne, le 12 juillet 1844, une bulle érigeant la province ecclésiastique de Québec, et, le 24 novembre de la même année, l'archevêque de Québec reçoit des mains de l’évêque de Montréal le pallium dans l'église métropolitaine. 
Le 30 novembre 1847, il entre, avec l'évêque de Sydime et les prêtres de l'évêché, dans le nouveau palais archiépiscopal de Québec.
Le 10 novembre 1849, il nomme Pierre-Flavien Turgeon administrateur de l'archidiocèse, et, frappé d'apoplexie foudroyante, il meurt le 3 octobre 1850, âgé de 71 ans et 11 mois, et est inhumé le 7 dans le sanctuaire de la cathédrale, côté de l'épître.

## Hommages
La rue Signaï, située dans le quartier Saint-Sauveur de la basse-ville de Québec a été nommée en son honneur vers 1858.

## Sources
- Répertoire général du clergé canadien, par ordre chronologique depuis la fondation de la colonie jusqu'à nos jours / par Cyprien Tanguay, Montréal : Eusèbe Senécal & fils, imprimeurs-éditeurs, 1893.